# Distrito de Tauripampa

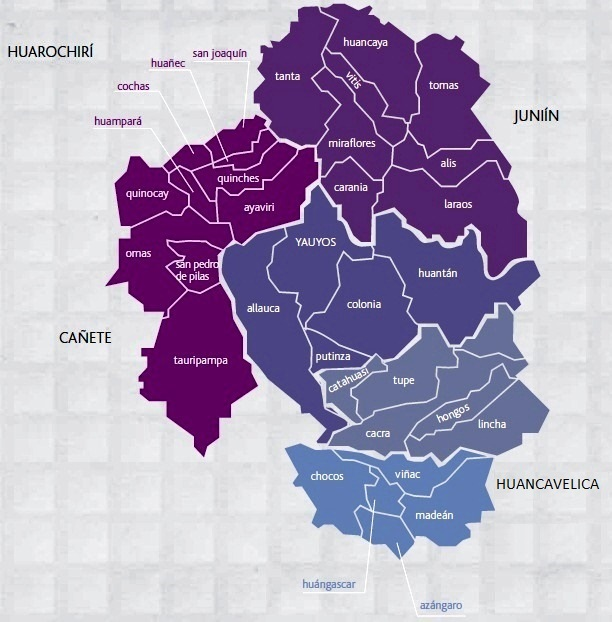
La provincia de Yauyos y sus 33 distritos.

El distrito de Tauripampa es uno de los treinta y tres distritos que conforman la provincia de Yauyos, perteneciente al departamento de Lima, en el Perú, y bajo la administración del Gobierno Regional de Lima. 
Desde el punto de vista jerárquico de la Iglesia católica, forma parte de la Prelatura de Yauyos.

## Historia
El distrito de Tauripampa se crea en la época de la independencia en 1825 durante la administración de Simón Bolívar en el mismo año que Yauyos, Huáñec, Laraos, Ayavirí, Omas, Pampas (hoy Colonia desde 1936), Víñac y Chupamarca, los nueve distritos pertenecientes a la provincia de Yauyos. Por decreto de 1866 se establece que el distrito de Huangáscar de la provincia de Castrovirreyna pertenecerá a Yauyos y el distrito de Chupamarca de Yauyos pertenecerá a Castrovirreyna (permuta), por ley de  1898 se ratifica, y se cumple al darse la ley de 1900. 

## Geografía
Tiene una superficie de 530,86 km². Su capital el pueblo de Tauripampa está situado a 3 504 m s. n. m. y tiene una población de 380 habitantes.

## Otros centros poblados
- San Lorenzo de Porococha a 3 423 m s. n. m. con 56 habitantes.
- Santa Cruz del Valle a 1 809 m s. n. m. con 39 habitantes.
- Peyayllo a 3 642 m s. n. m. con 14 habitantes.
- Chijia a 4 407 m s. n. m. con 12 habitantes.

## Autoridades

### Municipales
- 2019 - 2022
  - Alcalde: Yuri Fisher Tadeo Soriano, Partido Fuerza Popular (K).
- 2015 - 2018[2]
  - Alcalde: Pedro Teófilo Escalante Napán, Partido Fuerza Popular (K).
  - Regidores: Clodomiro Zacarías Saavedra Valeriano (K), Zoyla Welles Muñoz de Rodríguez (K), Daniel Zacarías Saavedra Quispe (K), Franklin Kennedy Soriano Ferrer (K), Daniel Víctor Vivas Gonzales (Concertación para el Desarrollo Regional).
- 2011 - 2014[3]
  - Alcalde: Fulgencio Saavedra Ferrer, Partido Fuerza 2011 (K).
  - Regidores: Andrés Moisés Muñoz Román (K), Esmelda Agustina Mendoza Ferrer (K), Gregorio Magno Valeriano Paulino (K), Jonnel René Aquino Saavedra (K), Felinda Edith Soriano Saavedra (Restauración Nacional).

- 2007 - 2010
  - Alcalde: Joaquín Marcial Escalante Saavedra, Partido Democrático Somos Perú.
- 2002 - 2006[4]
  - Alcalde: Teodocio Esmiler Saavedrs Ferrer, Partido Perú Posible.
- 1999 - 2002
  - Alcalde: Joaquín Marcial Escalante Saavedra, Movimiento independiente Somos Perú.
- 1996 - 1998
  - Alcalde: Nixon José Tadeo Ferrer, Lista independiente N° 5 Yauyos 95.
- 1993 - 1995
  - Alcalde: Nixon José Tadeo Ferrer, Lista independiente Unidad Regional de Integración (URI) Tauripampa.
- 1991 - 1992
  - Alcalde:  , Partido Acción Popular.
- 1987 - 1989
  - Alcalde: Cayetano Valeriano Ramírez, Partido Aprista Peruano.
- 1984 - 1986
  - Alcalde: Cayetano Valeriano Ramírez, Partido Aprista Peruano.
- 1981 - 1983
  - Alcalde: Jacinto D. Vivas Saavedra,  Partido Acción Popular.

### Policiales
- Comisaría de Tauripampa
  - Comisario: Mayor PNP.[5]

### Religiosas
- Prelatura de Yauyos[6]
  - Obispo Prelado: Mons. Ricardo García García.[7]
- Parroquia Santiago Apóstol - Quinches[8]
  - Párroco: Pbro. Armando Caycho Caycho.
  - Vicario parroquial: Pbro. Dimas Mendoza Saavedra.

## Atractivos turísticos
- Sitio arqueológico Conventillo.